# Liechtensteinische Gasversorgung

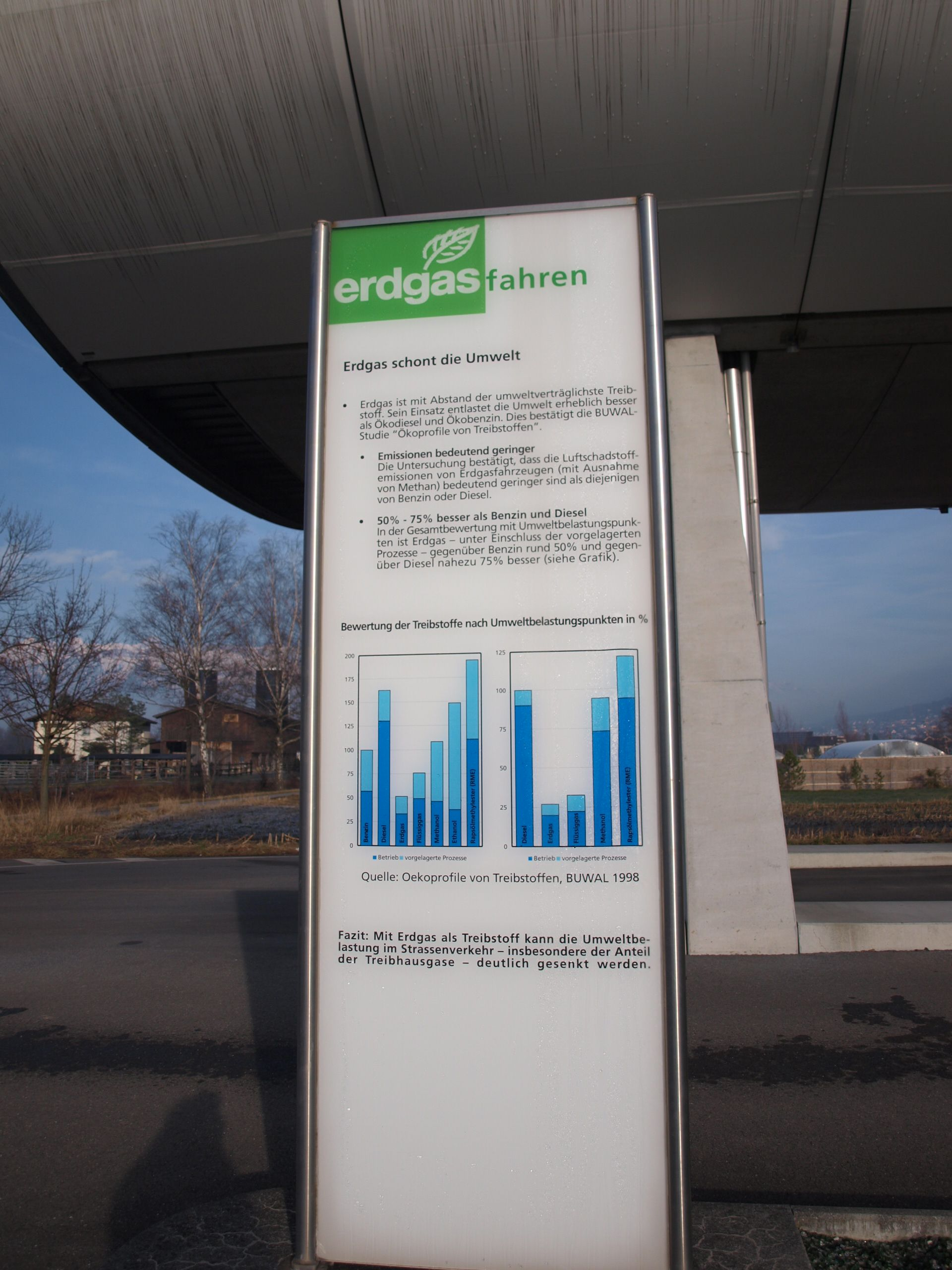
Liechtensteinische Gasversorgung – Hinweistafel bei der Gastankstelle im Gewerbegebiet Vaduz

Das Unternehmen Liechtensteinische Gasversorgung (Abkürzung: LGV) ist eine Anstalt des öffentlichen Rechts und für die Versorgung des Fürstentums Liechtenstein mit Erdgas zuständig. Sitz ist in Schaan. Die LGV ist zu 100 % im Eigentum des Landes. Gemäß Art. 78 Abs. 4 LV iVm dem LGVG steht die Liechtensteinischen Gasversorgung unter Oberaufsicht der Regierung des Fürstentums Liechtenstein.
Das Anstaltskapital von CHF 34,9 Millionen ist nicht in Anteile zerlegt. Das Land Liechtenstein ist alleiniger Anteilseigner.
Die LGV erbringt Leistungen im Zusammenhang mit ihrem Zweck in Liechtenstein und im Ausland.

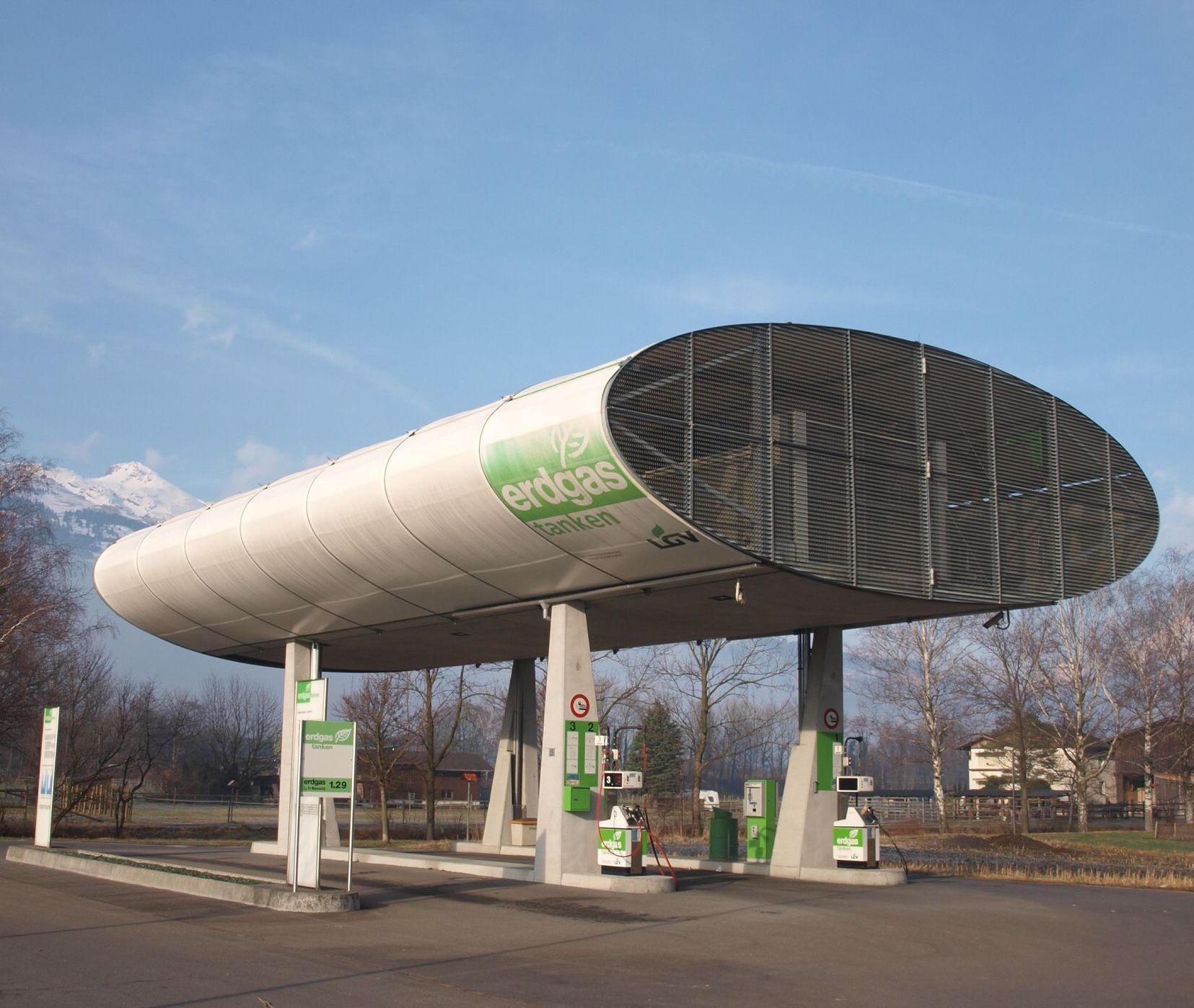
Liechtensteinische Gasversorgung – Gastankstelle im Gewerbegebiet Vaduz – Süd-Ostseite

## Umsatz und Gewinnentwicklung
Die LGV versorgt in Liechtenstein über 4000 Endkunden, wobei die Zahl jährlich zunimmt.
| 3801 | 3948 | 4045 | 4116 | 4209 | 4311 |
| 2007 | 2008 | 2009 | 2010 | 2011 | 2012 |

Die LGV ist nach allgemein anerkannten betriebswirtschaftlichen Gesichtspunkten zu führen. Sie hat längerfristig die Eigenwirtschaftlichkeit anzustreben. Ein Teil des Reingewinns ist eine gesetzliche Reserve zuzuführen (gemäß Art 309 Personen- und Gesellschaftsrecht). Der restliche Teil des Reingewinnes wird nach der von der Regierung festgelegten Eignerstrategie verwendet. Gemäß der Eignerstrategie vom 24. September 2013 für die Liechtensteinischen Gasversorgung soll diese der liechtensteinischen Bevölkerung und der Wirtschaft eine sicher, preiswerte und umweltverträgliche Versorgung mit Gas und thermischer Energie garantieren.
Im Jahr 2012 wurde von der LGV 300,4 Mio. kWh Energie aus Erdgas verkauft (davon 2,6 Mio. kWh Biogas). Das Erdgas wurde von der Liefergemeinschaft der E.ON Ruhrgas AG, Essen und der Gasversorgung Süddeutschland GmbH, Stuttgart bezogen. Der Bezug von Erdgas entspricht von Energieinhalt betrachtet etwa 24 % (2011, im Jahr 2012 etwa 22 %) aller in Liechtenstein verwendeten Energieträger (Elektrizität: 29 %).
Alle Angaben in Millionen CHF und kaufmännisch gerundet. Daten entnommen aus den Jahresberichten der LGV 2007 bis 2012.
| Jahr | Nettoumsatzerlöse | Jahresgewinn |
| ---- | ----------------- | ------------ |
| 2007 | 28.884.240,50     | −468.182,36  |
| 2008 | 37.891.097,60     | 1.976.640,47 |
| 2009 | 27.005.173,00     | −573.891,91  |
| 2010 | 29.342.743,15     | 761.963,02   |
| 2011 | 29.734.583,55     | 1.890.706,86 |
| 2012 | 28.730.988,65     | 671.111,57   |

## Entwicklung der Anzahl der Mitarbeiter
Die Anzahl der Mitarbeiter der LGV in Liechtenstein ist im Verhältnis zur Geschäftstätigkeit und Ausweitung der Aufgaben relativ stabil:
| 14   | 13   | 12   | 12   | 12   | 13   |
| 2007 | 2008 | 2009 | 2010 | 2011 | 2012 |

## Rechtliche Grundlage
Die rechtliche Grundlage für die Liechtensteinischen Gasversorgung basiert auf dem Gesetz vom 3. Juli 1985 über die Liechtensteinischen Gasversorgung (LGVG). Auf die LGV sind, soweit das LGVG keine abweichenden Bestimmungen enthält, ergänzend die Vorschriften des Gesetzes über die Steuerung und Überwachung öffentlicher Unternehmen und des Personen- und Gesellschaftsrechts zur Anwendung zu bringen.

## Technische Aufgaben
Aufgaben in technischer Hinsicht der LGV sind: inländische Endverbraucher mit Erdgas zu beliefern und die Versorgung mit Gas zu sichern.
Die LGV kann alle mit diesem Zweck in Zusammenhang stehenden Tätigkeiten ausüben und sich an Unternehmungen im In- und Ausland beteiligen und solche im Inland gründen oder erwerben.
Im Zusammenhang mit der Ausweitung der Tätigkeit der LGV von der Gasversorgung auf die Nahwärmeversorgung, insbesondere mit Blockheizkraftwerken, lediglich aufgrund der überarbeiteten Eignerstrategie, ist bereits die politische und rechtliche Frage gestellt worden, ob dies von der gesetzlichen Grundlage noch gedeckt ist.

## Organisation

### Organe
Die Liechtensteinischen Gasversorgung bestehen als Anstalt öffentlichen Rechts gemäß LGVG aus folgenden Organen:
- Verwaltungsrat;
- Geschäftsleitung;
- Revisionsstelle.

#### Verwaltungsrat
Der Verwaltungsrat besteht aus fünf, maximal sieben, Mitgliedern, und wird von der Regierung ernannt, wobei im Verwaltungsrat besondere Fachkompetenzen im Zusammenhang mit der Tätigkeit der LGV vertreten sein müssen.
Aufgaben des Verwaltungsrats sind:
- die Oberleitung der LGV;
- der Erlass und die Änderung der Statuten;
- die Festlegung der Organisation;
- die Finanzplanung und die Finanzkontrolle, soweit dies für die Führung des Unternehmens erforderlich ist;
- die Wahl, Überwachung und Abberufung der Mitglieder der Geschäftsleitung;
- die Umsetzung der von der Regierung beschlossenen Eignerstrategie;
- die Erstellung des Jahresbudgets, des Jahresberichtes und der Jahresrechnung.
- Abschluss von Verträgen über den Gasbezug mit Gaslieferanten, Genehmigung des Gasversorgungskonzeptes und die Beschlussfassung über dessen Ausführung sowie die damit zusammenhängenden Investitionen.

In den Statuten können die Aufgaben des Verwaltungsrates näher umschrieben und auch erweitert werden.
Der Verwaltungsrat ist das operative Organ der Liechtensteinischen Gasversorgung und handelt in der Regel als Kollektivorgan. Der Verwaltungsrat trifft die grundlegenden Entscheidungen über die Tätigkeit der Gesellschaft.
Der Verwaltungsrat ist in der Regel mit der Mehrheit der Mitglieder beschlussfähig und fasst die Beschlüsse mit der einfachen Mehrheit der Stimmen (mit Ausnahmen).
Der Verwaltungsratspräsident der Liechtensteinischen Gasversorgung ist derzeit Patrick Kranz aus Vaduz.

##### Sekretariat des Verwaltungsrates
Gemäß Pkt. 6 der Statuten kann vom Verwaltungsrat ein Sekretär gewählt werden, der nicht Mitglied des Verwaltungsrates sein muss.

#### Geschäftsführung
Die Geschäftsführung besteht aus zwei Personen und wird vom Verwaltungsrat nach öffentlicher Ausschreibung festgelegt.
Die Geschäftsleitung hat die operative Führung der LGV inne. Die Organisation, Aufgaben und Befugnisse der Geschäftsführung ist in einem Organisationsreglement festgelegt.
Hauptaufgabe der Geschäftsführung ist die Leitung der operativen Geschäfte zum Wohl des Unternehmens. Die Geschäftsführung vertritt die Gesellschaft nach außen, soweit dies der Verwaltungsrat nicht anders bestimmt.

#### Revisionsstelle
Die Revisionsstelle (Kontrollstelle) prüft die Geschäfte der Gesellschaft gemäß PGR und den Statuten der Anstalt. Die Regierung wählt eine anerkannte Revisionsgesellschaft im Sinne des Gesetzes über die Wirtschaftsprüfer und Revisionsgesellschaften als Revisionsstelle für ein Jahr.

### Organisationsreglement
Die Tätigkeit, die Aufgaben und die Kompetenzen der Geschäftsführung der LGV werden gemäß Art 10 der Statuten vom Verwaltungsrat und unter Beachtung der Eignerstrategie sowie der einschlägigen gesetzlichen Normen durch ein Organisationsreglement geregelt. Das aktuelle Organisationsreglement wurde am 8. Juli 2010 erlassen und ersetzt alle früheren Reglements.
Der Verwaltungsrat kann weitere Reglements erlassen, die zumindest vom Verwaltungsratspräsidenten und dem Vorsitzenden der Geschäftsleitung zu unterzeichnen sind.

## Infrastruktur
Die LGV verfügt in Liechtenstein über ein Leitungsnetz in den Bereichen Hoch-, Mittel- und Niederdruck von etwa 402 km.
Im Hochdruckbereich bestehen drei Druckreduziermessstationen. Der Ausbau und der Erhalt des Niederdrucknetzes ist für die LGV jedes Jahr der investitionsintensivste Bereich.
| 381,2 | 401,2 | 316,9 | 333,7 | 295,2 | 300,4 |
| 2007  | 2008  | 2009  | 2010  | 2011  | 2012  |

## Alarmstelle
Nach Art 25 Abs. 2 Rohrleitungsgesetz ist die Liechtensteinische Gasversorgung Alarmstelle, welche bei Schadhaftigkeit einer Gas-Anlage unverzüglich zu benachrichtigen ist (neben der Aufsichtsbehörde).